# Jeffrey Klein
Jeffrey David Klein (nacido el 10 de julio de 1960) es un político estadounidense y miembro del Partido Demócrata. Representó al Distrito 34 del Senado del Estado de Nueva York, representando partes de los condados de El Bronx y Westchester de 2005 a 2018. Klein también fue subdirector de la Conferencia Demócrata.
Klein sirvió en la Asamblea del Estado de Nueva York de 1994 a 2004, cuando fue elegido para el Senado del Estado de Nueva York. De enero de 2011 a abril de 2018, Klein lideró la Conferencia Demócrata Independiente (IDC), un grupo de senadores estatales demócratas que formaron una conferencia independiente y se aliaron con los republicanos del Senado.Klein y sus colegas de la IDC se reincorporaron a la Conferencia Demócrata del Senado en abril de 2018.
En las elecciones primarias demócratas de septiembre de 2018, Klein fue derrotado por la abogada y candidata debutante Alessandra Biaggi en lo que equivalió a una gran sorpresa para Klein y sus antiguos colegas de IDC.Klein permaneció en la boleta de las elecciones generales en una línea de un partido minoritario y fue derrotado nuevamente por Biaggi.

## Primeros años y educación
Residente de toda la vida del noreste de El Bronx, Klein es hijo de Howard y Marilyn Klein. Cursó sus estudios en las escuelas públicas de El Bronx. Klein se licenció en Queens College, obtuvo una Maestría en Administración Pública (MPA) en la Escuela de Asuntos Internacionales y Públicos de la Universidad de Columbia y se doctoró en Derecho en la Facultad de Derecho de la Universidad Municipal de Nueva York, donde fue miembro de la revista de derecho.

## Carrera
Exjefe de gabinete del congresista James Scheuer, Klein se desempeñó como miembro del Comité Estatal Demócrata y líder de Distrito antes de ser elegido para la Asamblea del Estado de Nueva York en 1994. Durante sus diez años representando al Distrito 80 de la Asamblea en la legislatura estatal, Klein se desempeñó como presidente del Subcomité sobre Delincuencia y Ancianos, el Comité de Relaciones Estatales-Federales y el Comité de Supervisión, Análisis e Investigaciones.

### Senado del estado de Nueva York
En 2004, después de que el exsenador estatal Guy Velella fuera condenado por cargos de corrupción, Klein decidió no postularse a la reelección en la Asamblea para presentarse como candidato al escaño de Velella en el Senado del Estado de Nueva York. En las primarias demócratas para el Senado, Klein derrotó al entonces asambleísta Stephen B. Kaufman.Antes de postularse al Senado, se informó que Klein estaba considerando competir por el cargo de Fiscal General de Nueva York en 2006, pero no lo hizo porque Andrew Cuomo y Jeanine Pirro estaban compitiendo por esa posición. Después de dos años en el Senado, abandonó sus planes de postularse al cargo de líder de la mayoría, optando en su lugar por el puesto de líder adjunto de la minoría.
Tras considerar la candidatura a Fiscal General de Nueva York, Klein optó por la reelección. En 2010, fue reelegido con facilidad, derrotando al republicano Frank Vernuccio, activista comunitario de El Bronx.

#### Conferencia Demócrata Independiente
En enero de 2011, Klein anunció que lideraría la recién formada Conferencia Demócrata Independiente (IDC), un grupo disidente de senadores demócratas del Estado de Nueva York.
Tras el censo de 2010, Nueva York redistribuyó los distritos del Senado, ampliándolos de 62 a 63 escaños a partir de enero de 2013. El distrito 34 del Senado de Nueva York, donde Klein fue elegido, fue manipulado para combinar un distrito de mayoría blanca en El Bronx con barrios judíos en Riverdale y el este de El Bronx.Cuando se tabularon los resultados de la noche electoral del 6 de noviembre de 2012, parecía que los demócratas obtendrían 33 escaños para una mayoría de tres, su tercera mayoría en el Senado desde la Segunda Guerra Mundial. Sin embargo, poco después de la trascendental victoria de los demócratas en el Senado, el 4 de diciembre de 2012, Klein y los líderes republicanos anunciaron un acuerdo de reparto de poder entre la IDC y el Partido Republicano para gobernar el Senado en una coalición bipartidista.Bajo su acuerdo de reparto de poder, la IDC y los republicanos del Senado controlaban conjuntamente el calendario legislativo del Senado (determinando qué proyectos de ley llegarían al pleno del Senado), asignaban responsabilidades a los comités del Senado, decidían los nombramientos para las juntas gubernamentales y negociaban el presupuesto estatal.Los senadores Klein y Skelos también acordaron que el cargo de presidente del Senado se alternaría entre ambos cada dos semanas.
Klein fue uno de los principales patrocinadores de la Ley de Control de Armas de Fuego y Municiones Seguras de Nueva York de 2013 (NY SAFE Act), que promulgó nuevas medidas integrales de control de armas en todo el estado a raíz del tiroteo en la Escuela Primaria Sandy de Hook en Newtown, Connecticut, y en respuesta a los tiroteos masivos en todo el país.
Klein fue el principal patrocinador del proyecto de ley propuesto conocido como “At Rest”, que requeriría que las bebidas alcohólicas vendidas en el Estado de Nueva York se almacenen en depósitos ubicados dentro del propio estado. Minoristas de vino, productores de vino de Nueva York y pequeños mayoristas de vino argumentan que esta legislación aumentaría el costo del vino y los licores en el estado, beneficiando significativamente a los grandes mayoristas de licor neoyorquinos, como Empire Merchants, que donó más de 53,000 dólares a la campaña de Klein entre 2009 y 2014.
Antes de las negociaciones del presupuesto estatal de 2013, Klein exigió públicamente que Nueva York aumentara su salario mínimo como parte de un acuerdo final.El apoyo de Klein fue considerado fundamental para el éxito de la medida, que aumentará el salario mínimo de Nueva York a $9 por hora para fines de 2015.
Activistas liberales que trabajan con el Partido Demócrata y el Partido de Familias Trabajadoras atacaron a Klein en 2014, con Oliver Koppell desafiándolo en una primaria demócrata.Debido a la presión del gobernador Andrew Cuomo y los sindicatos, Klein indicó en junio de 2014 que la IDC se uniría nuevamente al caucus demócrata después de las elecciones de noviembre de 2014.Klein derrotó a Koppell.
En las elecciones generales de 2014, los republicanos recuperaron la mayoría en el Senado.Los resultados de las elecciones significaron que Klein perdió su puesto como colíder del Senado.Aunque Klein había declarado previamente que la IDC se uniría nuevamente a los demócratas del Senado, la IDC decidió permanecer aliada con los republicanos en la sesión legislativa de 2015a pesar del papel disminuido de su conferencia.
Klein era socio del bufete de abogados Klein, Calderoni & Santucci, LLP, pero se desvinculó de la práctica legal en 2015 y continuó pidiendo a los legisladores que renunciaran a sus ingresos externos.
Klein y sus colegas de la IDC se reincorporaron a la Conferencia Demócrata del Senado en abril de 2018 a petición del gobernador Andrew Cuomo.En virtud del acuerdo alcanzado entre la IDC y la Conferencia Demócrata del Senado, Klein regresó a su anterior cargo de líder adjunto de la Conferencia Demócrata.

#### Acusación de acoso sexual
En enero de 2018, Klein fue acusado por una exasesora de haberla besado a la fuerza en 2015. Klein negó la acusación.A pesar de las denuncias, Klein participó en negociaciones de alto nivel sobre legislación contra el acoso sexual en 2018.La Comisión Conjunta de Ética Pública del Estado de Nueva York (JCOPE) abrió una investigación sobre la acusación, aunque para cuando el caso llegó a una audiencia administrativa, Klein ya no formaba parte del Senado estatal, pues había perdido su campaña de reelección.
Posteriormente, Klein solicitó que se cerrara la investigación, basándose en las conclusiones del oficial asignado a la audiencia, quien recomendó a la comisión que abandonara la investigación en junio de 2020. Dichas conclusiones establecían que la Ley de Funcionarios Públicos bajo la cual se acusaba a Klein no aplicaba, ya que el presunto incidente parecía ser un hecho aislado y no afectaba la toma de decisiones gubernamentales. En agosto de 2020, la Comisión Conjunta de Ética Pública (JCOPE) votó 9 a 2 a favor de continuar con la audiencia investigativa.Los abogados de Klein intentaron que la demanda fuera desestimada en enero de 2021. En marzo de 2023, Klein no logró que se cerrara la investigación legislativa sobre las acusaciones en su contra. La División de Apelaciones del Tercer Departamento en Albany falló en contra de la solicitud de desestimación el 9 de marzo de 2023. Klein no apeló el fallo. Él mismo había solicitado originalmente la investigación sobre las acusaciones en su contra cuando aún era senador estatal de Nueva York.

#### Derrota de 2018 ante Biaggi
La abogada y candidata debutante Alessandra Biaggi, de 32 años, desafió a Klein, quien había ocupado el escaño durante 14 años, en las elecciones primarias demócratas de 2018.Klein gastó 9 millones de dólares más que Biaggi, frente a los 200.000 que ella.Biaggi derrotó a Klein en las primarias con una gran sorpresa: 54%-46%.Algunos atribuyeron su derrota a la ira con los exmiembros de la Conferencia Demócrata Independiente.
Como las leyes de fusión electoral de Nueva York permiten que los candidatos aparezcan en múltiples líneas de votación en una elección, Klein aún apareció en la elección general del 6 de noviembre de 2018 en la línea de votación de un tercer partido, el Partido de la Independencia de Nueva York.Biaggi derrotó a Klein nuevamente en las elecciones generales.

### Lobbista
Después de dejar el Senado estatal, Klein se convirtió en lobbista de Mercury Public Affairs, con sede en la ciudad de Nueva York.

## Vida personal
En febrero de 2018, Klein mantuvo una relación sentimental con Diane Savino, también senadora estatal demócrata. Klein y Savino llevaban saliendo desde 2008.Al igual que Klein, Savino fue miembro del IDC.